# Aucelon

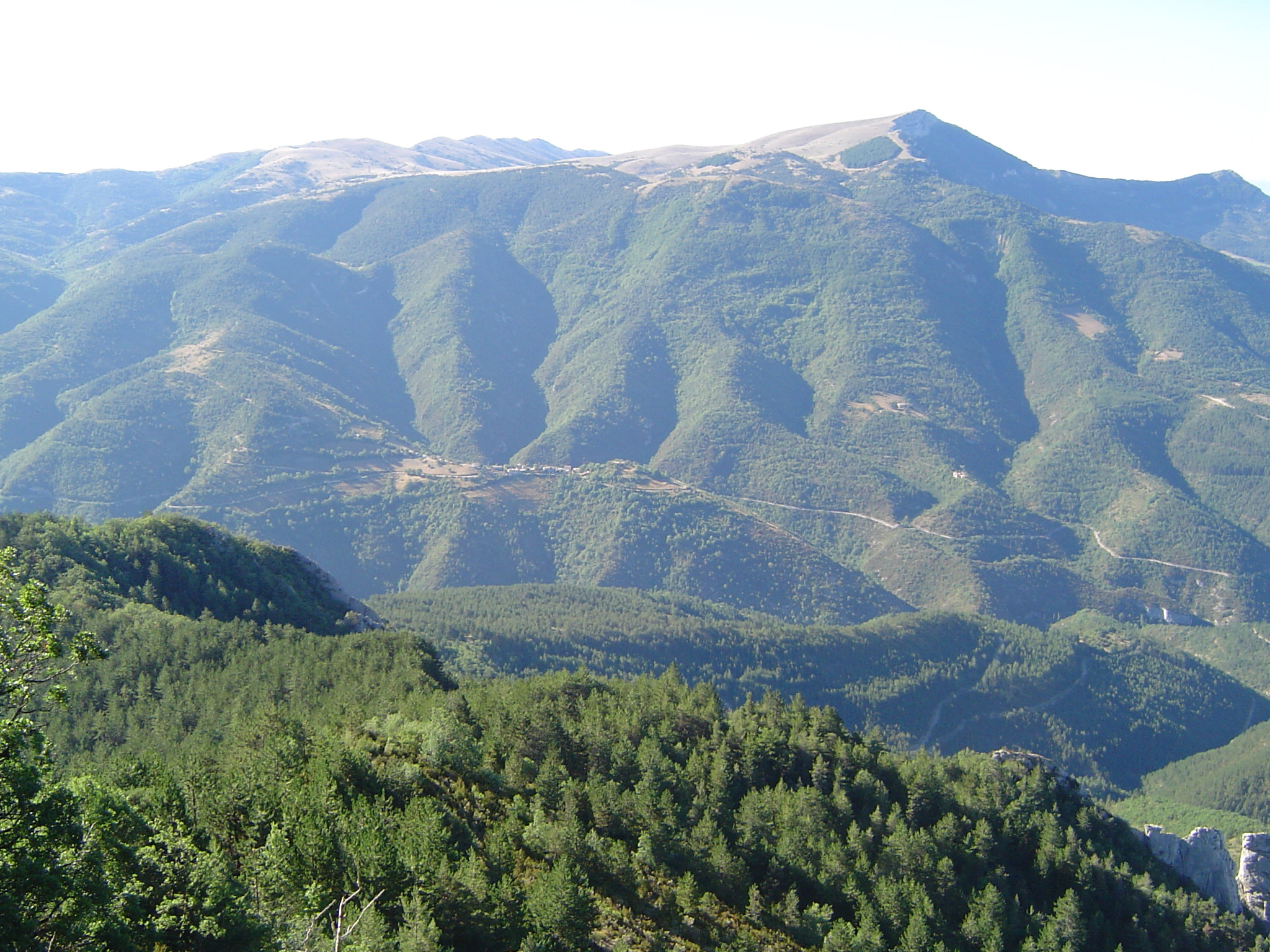
Aucelon (2005)

Aucelon ist eine französische Gemeinde mit 17 Einwohnern (Stand: 1. Januar 2022) im Département Drôme in der Region Auvergne-Rhône-Alpes (vor 2016 Rhône-Alpes). Sie gehört zum Arrondissement Die, zum Kanton Le Diois und zum 2001 gegründeten Kommunalverband Diois.

## Geographie
Aucelon liegt etwa 45 Kilometer südöstlich von Valence an der Roanne, der die Gemeinde im Norden begrenzt. Nachbargemeinden von Aucelon sind Pennes-le-Sec im Norden, Barnave im Norden und Nordosten, Recoubeau-Jansac im Nordosten und Osten, Montlaur-en-Diois im Osten, Poyols im Osten und Südosten, Jonchères im Südosten, Volvent im Südosten und Süden, Brette im Süden sowie Pradelle im Westen.

## Bevölkerungsentwicklung
| Jahr                       | 1962 | 1968 | 1975 | 1982 | 1990 | 1999 | 2006 | 2019 |
| Einwohner                  | 43   | 33   | 28   | 21   | 18   | 39   | 30   | 16   |
| Quellen: Cassini und INSEE |      |      |      |      |      |      |      |      |

## Sehenswürdigkeiten
- protestantische Kirche